# 프리델 루츠
알프레트 "프리델" 루츠(독일어: Alfred "Friedel" Lutz; 1939년 1월 21일 ~ 2023년 2월 7일)는 독일의 전직 프로 축구 선수로, 현역 시절 측면 수비수로 활약했다. 그는 현역 시절 대부분을 아인트라흐트 프랑크푸르트에서 보냈다. 그는 국가대항전에서 서독 국가대표팀 일원으로 출전했다.

## 구단 경력
루츠는 독일의 바트 빌벨 출신이다. 그는 1955년에 아인트라흐트 프랑크푸르트에 입단하여 1973년까지 구단에서 활약했다. 그는 아인트라흐트 프랑크푸르트에서 1959-60 시즌에 유러피언컵 결승전에 올랐지만, 레알 마드리드에 3-7로 패하면서 준우승에 만족하여야만 했다. 1966-67 시즌, 그는 분데스리가 전 시즌 우승 구단인 1860 뮌헨으로 이적했지만, 잦은 부상을 당했던 1년이 지나고 아인트라흐트 프랑크푸르트에 복귀했다.

## 국가대표팀 경력
1960년 8월 3일, 아이슬란드를 상대로 서독과의 경기에서 국제 무대 신고식을 치른 그는 부상으로 1962년 월드컵에 참가하지 못했다. 그러나, 그는 그로부터 4년 뒤인 1966년 월드컵에 참가하여 준우승에 입상했다. 루츠는 대회 종료 후 서독 국가대표팀 은퇴를 선언했고, 그의 마지막 국가대표팀 경기는 2-1로 이긴 소련과의 준결승 경기였다. 그는 총 12번의 국가대표팀 경기에 출전했다.

## 사생활과 최후
루츠는 배우자를 맞이해 슬하에 1명의 아들을 두었다. 그는 2023년 2월 7일, 향년 84세로 영면에 들었다.